# 女性映画ジャーナリスト同盟
女性映画ジャーナリスト同盟（じょせいえいがジャーナリストどうめい、Alliance of Women Film Journalists、略称：AWFJ）は、2006年に設立された非営利団体。ニューヨークに拠点を置き、映画業界で活動する女性及び女性に関する作品の支援を目的として活動している。出版業界、放送業界、デジタルメディアで活動する84人の女性批評家・ジャーナリスト・作家で構成され、英国映画協会からは「女性による、女性に関する映画を支援する団体」と紹介されている。

## EDA賞
2007年に創設された映画賞で、会員の投票によってその年の優秀作品とワースト作品を選出・表彰する。名称はAWFJ創設者ジェニファー・メリンの母親で女優として活動していたイーダ・レイス・メリン（Eda Reiss Merin）の名前に由来する。また、「Excellent Dynamic Activism」の頭文字を取ったものとも説明されている。受賞結果はタイム誌、USAトゥデイ、バラエティ誌など主要メディアでも報じられ、ニューヨーク・タイムズの「映画賞リスト」にも掲載されるなど、アメリカ合衆国における主要な映画賞の一つとして認知されている。なお、メディアの報道では「女性映画ジャーナリスト同盟賞(Alliance of Women Film Journalists Awards)」と紹介されることが多い。2007年にはアメリカン・フィルム・インスティチュートが「アメリカ映画ベスト100（10周年エディション）」を発表したことに合わせて、AWFJも「ベスト100作品」を発表している。

### 各部門賞
| 映画賞 - 作品賞 - 監督賞 - 脚本賞 - 脚色賞 - 主演女優賞 - 主演男優賞 - 助演女優賞 - 助演男優賞 - アンサンブル・キャスト/キャスティング監督賞 - 撮影賞 - 編集賞 - ドキュメンタリー映画賞 - アニメ映画賞 - 非英語作品賞 | 女性フォーカス賞 - 女性監督賞 - 女性脚本賞 - 女性ブレイクスルー演技賞 - 女性アニメ賞 - 映画産業における女性功労賞 | 特別賞 - エイジズムに挑むグランド・デイム賞 - 最も違和感のある年の差カップル賞 - エージェントを変更するべき女優賞 - 勇敢演技賞 - 最も時間を浪費させるリメイク・続編賞 - AWFJ恥の殿堂賞 |

### 廃止された賞
| - ビューティフル・フィルム賞 - 音楽・作曲賞 - 新人俳優賞 - 女性アイコン賞 - 女性アクション賞 - 生涯功労賞 - 人道主義活動賞 | - ヌード・セックス描写賞 - 誘惑賞 - カルチャー・クロスオーバー賞 - 女優から監督への飛躍賞 - 忘れられない瞬間賞 - 好きになろうとしても無理だった作品賞 |

### 授賞式
| - 2007年 - 第1回 - 2008年 - 第2回 - 2009年 - 第3回 - 2010年 - 第4回 - 2011年 - 第5回 - 2012年 - 第6回 - 2013年 - 第7回 - 2014年 - 第8回 - 2015年 - 第9回 - 2016年 - 第10回 | - 2017年 - 第11回 - 2018年 - 第12回 - 2019年 - 第13回 - 2020年 - 第14回 - 2021年 - 第15回 - 2022年 - 第16回 |